# Sergio Machado Rezende
Sergio Machado Rezende GCRB • GCMD • GOMM (Rio de Janeiro, 3 de outubro de 1940) é um professor, físico e engenheiro brasileiro. Foi Ministro da Ciência e Tecnologia no governo Lula entre 2005 e 2010. Atualmente, escreve para os periódicos da Nature, Springer, Wiley-Blackwell, American Physical Society e American Institute of Physics.

## Vida acadêmica
Sergio Machado Rezende nasceu no Rio de Janeiro, onde fez o curso primário na escola municipal Pedro Ernesto, cursou o ginásio e o científico no Colégio da Aplicação da Universidade do Brasil. Em 1963, formou-se em engenharia eletrônica pela Pontifícia Universidade Católica do Rio de Janeiro (PUC/RJ). Em Cambridge, nos Estados Unidos, obteve os títulos de Mestre em 1965 e de Doutor em 1967, ambos em Engenharia Eletrônica-Ciência de Materiais, no Instituto de Tecnologia de Massachusetts. Foi professor associado na PUC/RJ em 1968-1971, professor titular na UNICAMP em 1971 e desde 1972 é professor titular no Departamento de Física da Universidade Federal de Pernambuco.

## Vida política
Iniciou sua carreira política em 1986, no segundo governo de Miguel Arraes, em Pernambuco, como assessor da secretária de Planejamento Tânia Bacelar. Em 1989, participou das articulações que levaram à criação da Fundação de Amparo à Ciência e Tecnologia de Pernambuco (Facepe), a primeira FAP do Nordeste, e da qual foi seu primeiro diretor científico. Em 1995, no terceiro governo de Miguel Arraes, tornou-se secretário estadual de Ciência, Tecnologia e Meio Ambiente, quando conviveu com o secretário da Fazenda e posteriormente ministro de Ciência e Tecnologia e governador de Pernambuco Eduardo Campos. De 2001 a 2003, na Prefeitura de Olinda foi secretário do Patrimônio, Ciência e Cultura.
Em 2003, assumiu a presidência da Financiadora de Estudos e Projetos (Finep). Foi mantido no cargo quando o então ministro Eduardo Campos assumiu o ministério; ambos já haviam trabalhado juntos no governo Arraes e na articulação da Facepe. Só saiu em 2005, para substituir o próprio Eduardo Campos no ministério de Ciência e Tecnologia, onde permaneceu até o final de 2010.
Em fevereiro de 2023, foi um dos nomes indicados por Lula para compor o conselho de administração da Petrobras. Sergio Rezende chegou a ser considerado inelegível pelo Conselho por ser integrante do diretório do PSB, uma vez que a Lei das Estatais proíbe a indicação de integrantes da estrutura decisória de partidos políticos. Após o ministro do Supremo Tribunal Federal, Lewandowski atender uma liminar do PCdoB e suspender trechos da lei que restringiam a indicação de políticos a cargos em empresas públicas, Rezende pôde novamente ser indicado, sendo eleito em abril. Em abril de 2024, teve o mandato suspenso após uma ação movida pelo deputado estadual Leonardo Siqueira na Justiça de São Paulo, mas retornou ao cargo após o TRF-3 que acatar um recurso da AGU.

## Prêmios e honrarias
- 1988: Ordem Nacional do Mérito Educativo, concedida pelo Ministério da Educação (MEC).[8]
- 1995: Ordem Nacional do Mérito Científico, categoria Grã-Cruz, concedida pelo Presidente Fernando Henrique Cardoso.[6] Mais tarde, como Ministro da Ciência e Tecnologia, ocupou o cargo de Chanceler na Ordem.
- 2001: Prêmio Anísio Teixeira, concedido pela Coordenação de Aperfeiçoamento de Pessoal de Nível Superior (CAPES).[6][15]
- 2005: Ordem de Rio Branco, na categoria de Grã-Cruz suplementar, concedida pelo presidente Luiz Inácio Lula da Silva.[2]
- 2005: Ordem do Mérito da Defesa, na categoria de Grã-Cruz suplementar, concedida por Lula.[3]
- 2005: Prêmio Fundação Bunge pelo desenvolvimento da ciência na região Região Nordeste do Brasil.[16]
- 2006: Ordem do Mérito Militar, na categoria de Grande-Oficial especial, concedida por Lula.[1]
- 2006: Título de Professor Emérito da Universidade Federal de Pernambuco (UFPE) pelos serviços prestados à instituição.[4]
- 2008: Medalha da Inconfidência, na categoria de Grande Medalha, concedida pelo governador de Minas Gerais, Aécio Neves. A solenidade de agraciamento ocorreu na cidade histórica de Ouro Preto, que se transforma na capital do estado neste dia.
- 2009: Outstanding Referee Award pela American Physical Society.[17]
- 2012: Prêmio Fundação Conrado Wessel, categoria Ciência.[18]

## Livros publicados
- Materiais e Dispositivos Eletrônicos (2004), Editora Livraria da Fisica,[19] ISBN 9788588325272